# Knotsenburg
Knotsenburg is de naam die men aan de stad Nijmegen geeft tijdens het carnaval. 

## Achtergrond
De naam wordt sinds 1968 gebruikt en verwijst naar de zogenoemde Knotsendragers, die zich in het jaar 1566 in de regio Nijmegen begonnen te bemoeien met de godsdiensttwisten. Deze twisten sorteerden veel effect, want de jaren daarna werd het 'Knotsendragersfeest' gevierd. De naam Knotsenburg komt in beeld wanneer de ergernissen en frustraties van de bewoners uit Lent over de Nijmeegse Knotsendragers zo groot wordt, dat zij zich gaan verweren met een schans: een vestingwerk, dat met weinig middelen in 1558 werd opgetrokken om de Nijmegenaren te plagen. Die schans werd in 1590 omgevormd tot een echt fort: Knodsenburg.

## SOCN
In 1966 werd de Stichting Openbaar Carnaval Nijmegen, kortweg SOCN, opgericht als opvolger van de AVNOC. Deze stichting is gebaseerd op een samenwerkingsverband tussen verenigingen in Knotsenburg en doopte in 1969 'Nijmegen' tijdens het Carnaval om in 'Knotsenburg'. 

## Prins Carnaval
Tijdens de carnavalsperiode is het "Prinsenkabinet" aan de macht, dat bestaat uit de Prins Carnaval, twee mannelijke adjudanten en twee vrouwelijke pages. Het geheel staat onder leiding van de Chef Protocol. Het Prinsenkabinet wordt traditiegetrouw tijdens de Prinsenproclamatie bekendgemaakt. Deze Prinsenproclamatie vindt plaats op de zaterdag rond 11 november. 
Naast het Prinsenkabinet wordt ook een Jeugdprins met gevolg benoemd. Ook dit kabinet bestaat uit de Jeugdprins met zijn twee mannelijke adjudanten en twee vrouwelijke pages. Net als het Prinsenkabinet staat het Jeugdprinsenkabinet onder leiding van de Chef Protocol. Het Jeugdprinsenkabinet wordt sinds carnavalsseizoen 2014/2015 traditiegetrouw bekendgemaakt op de zondagmiddag na de Prinsenproclamatie.

## Activiteiten
Binnen Knotsenburg worden er allerlei vaste activiteiten georganiseerd, zoals het Knotsenburgse Schlagerfestival dat sinds het carnavalsseizoen 2015/2016 plaatsvindt in De Lindenberg. Andere evenementen die bij het programma horen zijn: de Prinsenproclamatie, de benoeming van een Jeugdprins, en tijdens het Groot Carnaval de sleuteloverdracht, de optocht en de kroegentocht (die eindigt op de Grote Markt). Op de vierde dag van het carnavalsfeest is er traditioneel de "boerenbruiloft".

## Knotsenburgse verenigingen
In 1948 werd de eerste carnavalsvereniging in Nijmegen opgericht, De Blauwe Schuit. Later volgden er meer, zoals in 1949 Het Geberste Kruukske, in 1952 St. Anneke, in 1960 de Vrolijke Heikneuters, ‘t Schependom en Kiek ze Kieke. Een deel hiervan is later weer verdwenen.
Nijmegen telt momenteel een twintigtal carnavalsverenigingen, waarvan het merendeel is aangesloten bij de Stichting Openbaar Carnaval Nijmegen. 
Daarnaast beschikt Knotsenburg over vele dweilorkesten en andere groeperingen die iets bijdragen.